# Daphnella aulacoessa
Daphnella aulacoessa é uma espécie de gastrópode do gênero Daphnella, pertencente à família Raphitomidae.